# Sambucus gaudichaudiana
Sambucus gaudichaudiana es una especie de arbusto perteneciente a la familia de las adoxáceas. Es un arbusto del sotobosque nativo a la costa selvática y de los bosques lluviosos del este y sureste de Australia.

## Descripción
Las hojas son compuestas. Las flores blancas se presentan en forma de grandes racimos, seguido por, las brillante bayas blancas de 3-6 mm de diámetro.

## Usos
Las bayas dulces son comidas por los aborígenes .

## Taxonomía
Sambucus gaudichaudiana fue descrita por el briólogo, botánico, micólogo, pteridólogo suizo. Augustin Pyrame de Candolle y publicado en Prodromus Systematis Naturalis Regni Vegetabilis 4: 322, en el año 1830.
Etimología
Sambucus: nombre genérico que deriva de la palabra griega sambuke de un instrumento musical hecho de madera de saúco y un nombre usado por Plinio el Viejo para un árbol posiblemente relacionado con el saúco.
gaudichaudiana: epíteto otorgado en honor del botánico francés Charles Gaudichaud-Beaupré.